# Верцуни (Потенца)
Верцуни (итал. Verzuni) је насеље у Италији у округу Потенца, региону Базиликата.
Према процени из 2011. у насељу је живело 27 становника. Насеље се налази на надморској висини од 598 м.